# Culross
Culross, (in Gaelico scozzese Cuileann Ros) è un piccolo villaggio del Fife, in Scozia, Regno Unito, con una popolazione, secondo stime del 2006, di 395 abitanti.
Culross è stata una città portuale del Firth of Forth, mentre durante il XVI secolo e il XVII secolo fu un centro dell'industria mineraria del carbone.
Il National Trust for Scotland ha riconosciuto che Culross aspita diversi edifici storici, i più importanti dei quali sono Culross Town House e Culross Palace. 

## Leggenda
Una leggenda narra che quando la principessa britanna Teneu, figlia del re del Lothian, rimase incinta prima del matrimonio, la sua famiglia la buttò giù da una scogliera. Lei sopravvisse illesa alla caduta e incontrò una barca. Sapeva di non poter tornare a casa, così salì sulla barca. Navigò nel fiordo di Forth e arrivò a Culross, dove san Serf si prese cura di lei. Divenne così il patrigno del figlio, san Mungo. 

## Cultura
Gli edifici degni di nota del borgo includono il municipio, ex tribunale e prigione, il palazzo di Culross del XVI secolo e i resti della casa cistercense dell'abbazia di Culross, fondata nel 1217.
Nel XX secolo si riconobbe che Culross ha mantenuto diversi edifici di importanza storica e il National Trust for Scotland si occupa della loro conservazione e del loro restauro dagli anni '30.
Culross è stata utilizzata come location cinematografica per diversi film, tra cui I Il ribelle di Scozia (1971), Il mio amico vampiro (2000), A Dying Breed (2007), The 39 Steps (2008) e Captain America - Il primo Vendicatore (2011), e per la serie televisiva Outlander.
1. ↑  
Population Estimates for Towns and Villages in Fife